# Delouze-Rosières
Delouze-Rosières är en kommun i departementet Meuse i regionen Grand Est (tidigare regionen Lorraine) i nordöstra Frankrike. Kommunen ligger i kantonen Gondrecourt-le-Château som tillhör arrondissementet Commercy. År 2022 hade Delouze-Rosières 118 invånare.

## Befolkningsutveckling
Antalet invånare i kommunen Delouze-Rosières
| Referens: INSEE |